# Rychely Cantanhede de Oliveira
Rychely Cantanhede de Oliveira, auch bekannt als Rychely (geboren am 6. August 1987 in Santa Luzia), ist ein brasilianischer Fußballspieler.

## Karriere
Der 1,73 Meter große Stürmer begann seine Karriere 2005 beim Verein FC Tokyo, bei welchem er für drei Jahre unter Vertrag stand. Er absolvierte 25 Ligaspiele und wechselte nach drei Jahren zum Verein EC Santo André, welchem er für die Saison 2010/11 unter Vertrag stand. 2011 wurde er vom Verein FC Santos ausgeliehen. Nach der Saison beim Verein wechselte er für zwei Ligaspiele zum Verein EC Vitória. Seit 2012 steht er beim Verein Goiás EC unter Vertrag und wurde 2013 vom Verein Ceará SC, 2014 vom Verein Chapecoense ausgeliehen. Dem schlossen sich 2015 noch eine weitere Leihe an Red Bull Brasil an. Danach endete sein Kontrakt mit Goiás. Seit 2016 tingelt Rychely durch unterklassige Klubs seiner Heimat.

## Erfolge
Goiás
- Série B: Série B 2012
- Staatsmeisterschaft von Goiás: 2013